# Menik Ganga
Die Menik Ganga (singhalesisch මැණික් ගඟ) ist mit ca. 114 km Länge einer der längsten Flüsse auf der Tropeninsel Sri Lanka.

## Verlauf
Die Menik Ganga entspringt in den Osthängen des zentralen Hochlands Sri Lankas beim Dorf Namunukula in der Provinz Uva. Sie fließt überwiegend in südliche bis südöstliche Richtungen, bildet nach stärkeren Regenfällen den etwa 30 m hohen Dunhinda-Wasserfall und wird im Weheragala Reservoir im Yala-Nationalpark gestaut. Sie mündet schließlich ca. 3 km östlich des Ortes Yala in der Südprovinz in den Indischen Ozean.

## Orte
Der Fluss fließt etwa 20 km vor seiner Mündung durch die heilige Stadt Kataragama.